# Kværs Kirke

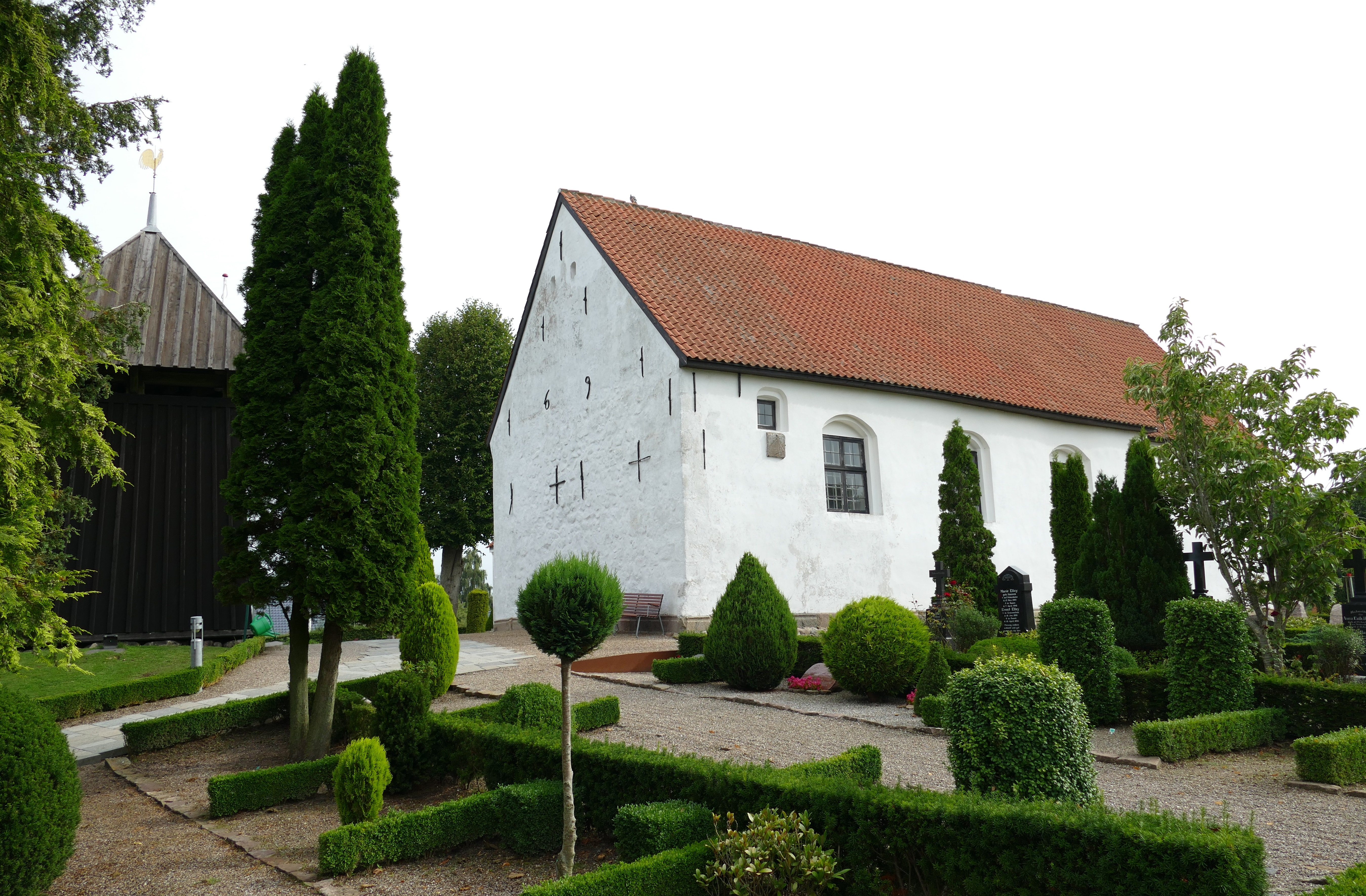
Kværs Kirke mit Glockenstapel (links) (2023)

Kværs ist das westlichste Kirchspiel der Kirchen-Propstei Sønderborg

Kværs Kirke ist die evangelisch-lutherische Kirche der dänischen Ortschaft Kværs (deutsch: Quars) im Westen der Halbinsel Sundewitt in Nordschleswig, Dänemark. Das um 1200 erbaute romanische Kirchengebäude der Dänischen Volkskirche gehört heute zum Bistum Haderslev. Auch die Nordschleswigsche Gemeinde der Evangelisch-Lutherischen Kirche in Norddeutschland hält hier Gottesdienste ab. Das Patrozinium der Kirche ist nicht mehr bekannt.

## Baugeschichte
Kirchenschiff und Chor wurden um 1200 aus Feldsteinen und behauenem Stein auf einem Sockel errichtet. Das vor der Nordtür aus Backsteinen erbaute Waffenhaus ist schwer datierbar, aber wahrscheinlich nicht mehr mittelalterlich. Der östliche und westliche Dachgiebel wurden 1610 bzw. 1691 in Backstein erneuert; dabei wurden Maueranker mit diesen Jahreszahlen angebracht. 1705 wurde im Inneren der Chorbogen entfernt. An der Nordseite des Chores wurde um die Mitte des 18. Jahrhunderts eine Grabkapelle für die Besitzer des Ladegård angebaut, die seit 1726 das Kirchenpatronat hatten; sechs Särge, die sich hier befanden, wurden 1924 auf dem Friedhof begraben, seitdem ist die Seitenkapelle ein Lager- und Heizungsraum. Ein Glockenstapel wurde erstmals 1685 erwähnt; er wurde jeweils 1720 und 1815 durch einen Neubau ersetzt.

## Ausstattung

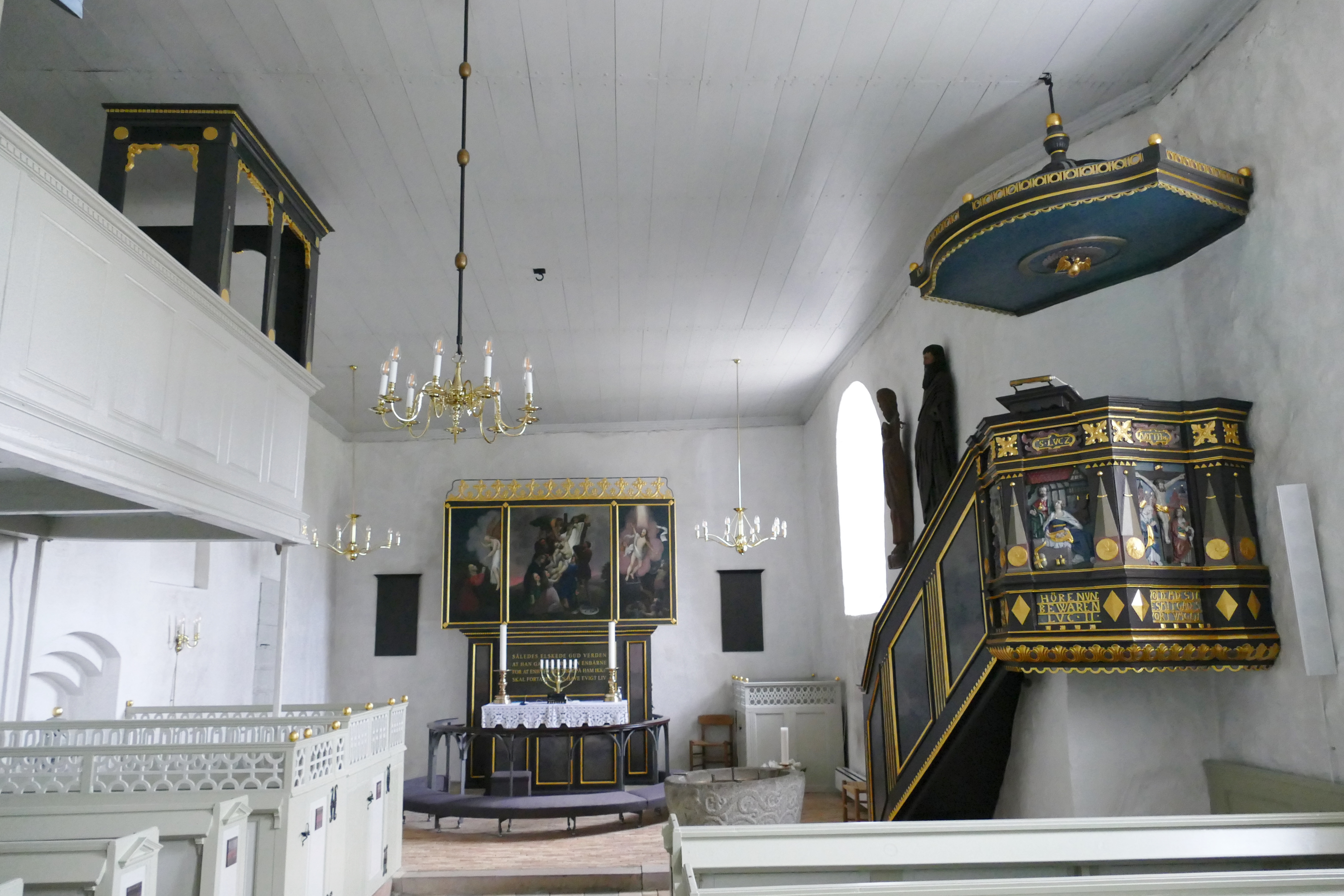
Inneres der Kirche mit Patronatsloge (oben links), Altar, Taufe, Pastorenstuhl und Kanzel

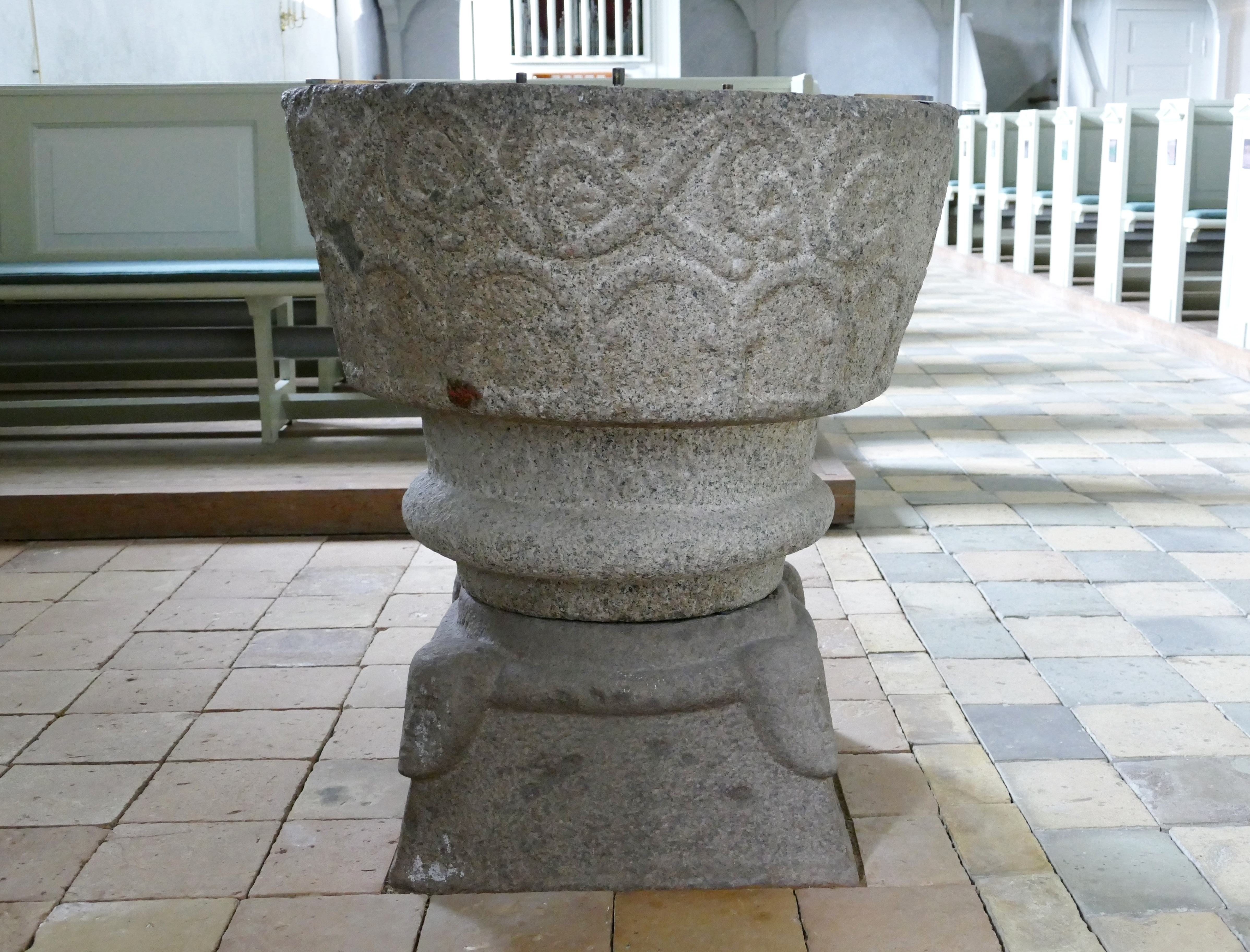
Die romanische Granittaufe von ca. 1200

Ältester Einrichtungsgegenstand der Kirche und ungefähr so alt wie diese ist die romanische Tauffünte aus Granit. Ihre Kumme ist mit zwei Ornament-Reihen verziert, oben Rankenwerk und unten Arkaden (auf Kapitellen ruhende Rundbögen). Der Fuß des Taufbeckens ist mit vier Eckköpfen geschmückt. Als sich im 19. Jahrhundert der Zeitgeschmack gegen alte Steintaufen wendete (so z. B. auch in Havnbjerg), wurde das Taufbecken 1859 an den Hufner Clausen auf dem Hof Tvingholm in Kværs verkauft und dort als Pferdetränke zweckentfremdet. 1902 wurde es dort von Mitarbeitern des Flensburger Stadtmuseums entdeckt und für 200 Mark erworben. 1995, zum 75-jährigen Jubiläum der Eingliederung Nordschleswigs in Dänemark, kam es zu einem Austausch von Exponaten zwischen dem Flensburger Museum und dem Museum Schloss Sonderburg. In diesem Zusammenhang wurde die romanische Tauffünte an die Kirche von Kværs zurückgegeben, was einem lange gehegten Wunsch der Gemeinde entsprach. Zwischen 1859 und 1995 wurde in Kværs ein hölzernes Taufbecken im Empire-Stil verwendet, das heute noch in einer Nische an der Nordwand der Kirche steht.
Der 1840 in die Kirche gekommene Altar ist einem spätgotischen Flügelaltar nachempfunden. Seine Haupttafel zeigt eine Kreuzabnahme nach Rubens, bleibt aber künstlerisch weit hinter diesem zurück. Die Seitentafeln zeigen Jesus in Gethsemane und die Auferstehung. Die Haupttafel ist signiert mit „H. Henningsen 18..“ (genaue Jahreszahl unleserlich). Der übrige Altar, also die Seitentafeln, sind nach Richard Haupt „in Flensburg gemalt von Jessen“. Damit ist nicht der Apenrader Maler Jes Jessen (1743–1807) gemeint, in dessen Werkverzeichnis der Altar von Kværs auch nicht erscheint, sondern der mit diesem nicht verwandte Flensburger Maler Johann Jacob Jessen (ca. 1761–1805). Die ursprüngliche Predella in geschwungenen Formen wurde 1924 durch eine einfachere mit dem in Goldbuchstaben aufgemalten Zitat von Joh 3,16  ersetzt.
Die Kanzel stammt vom Beginn des 17. Jahrhunderts und zeigt in drei Feldern Mariae Verkündigung, Jesu Geburt und Christus am Kreuz zwischen Maria und Johannes. West- und Nordempore von 1803 ersetzen eine ältere Empore von 1716. Am Ostende der Nordempore befindet sich das Gehäuse der früheren Patronatsloge. In der Südostecke des Chores steht ein Pastorenstuhl von 1859. Das Votivschiff der Kirche ist ein dreimastiger Vollrigger mit der Aufschrift „P. Rasmussen Kværs 1900“.
An der Südwand der Kirche hängen zwei Figuren Johannes des Täufers, die aus untergegangenen mittelalterlichen Haupt- und Seitenaltären von Kværs stammen, die linke, 159 cm hoch, datiert von ca. 1350, die rechte, 150 cm hoch, vom Ende des 15. Jahrhunderts. Ebenfalls an der Südwand hängt das Chorbogenkruzifix von ca. 1525 mit Maria und Johannes unter dem Kreuz; nach Abbruch des Chorbogens lag es lange auf dem Dachboden der Kirche. An der Nordwand der Kirche hängt ein Prozessionskruzifix von ca. 1475 mit Turbankrone; bis 1924 befand es sich über dem Altar. Nicht mehr in der Kirche, sondern im Museum Schloss Sonderburg befinden sich ein Korpus mit fein ausgeführter Figur von ca. 1250 und eine Pietà von ca. 1425–1450.

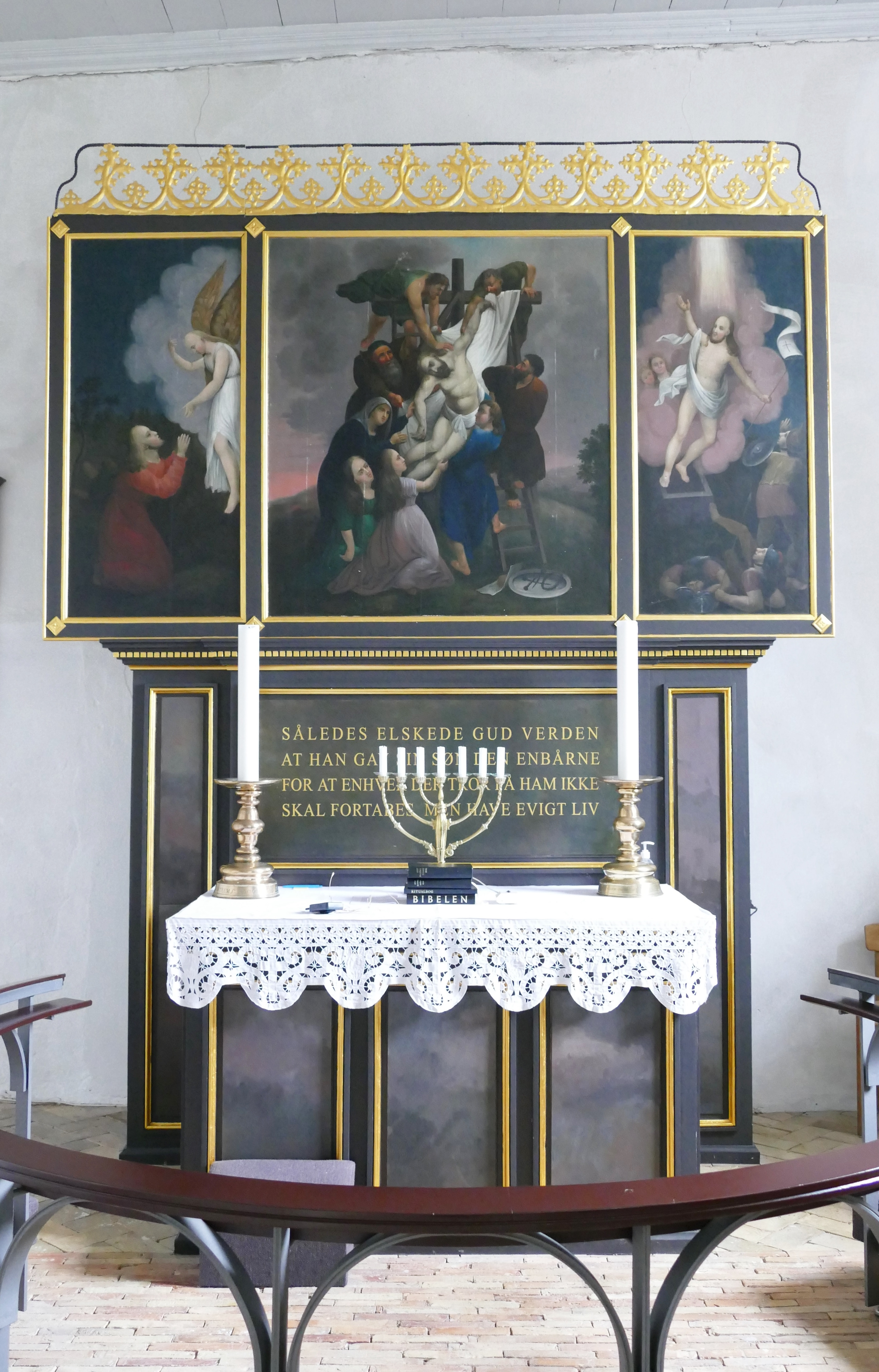
Altar mit Bildern von H. Henningsen und Johann Jacob Jessen (aufgestellt 1840)
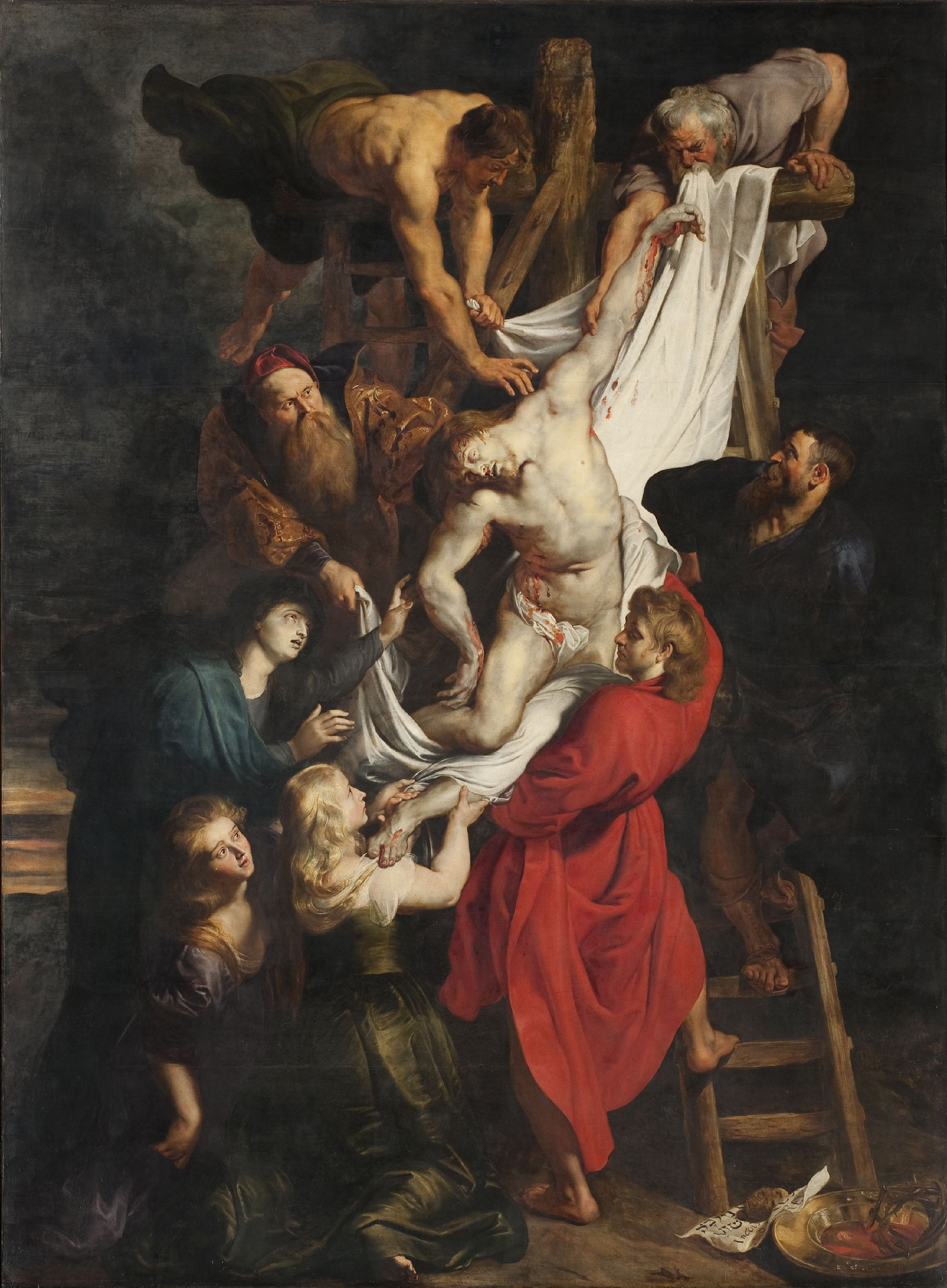
Unerreichtes Vorbild der Haupttafel: Rubens’ Kreuzabnahme in Antwerpen (1612)
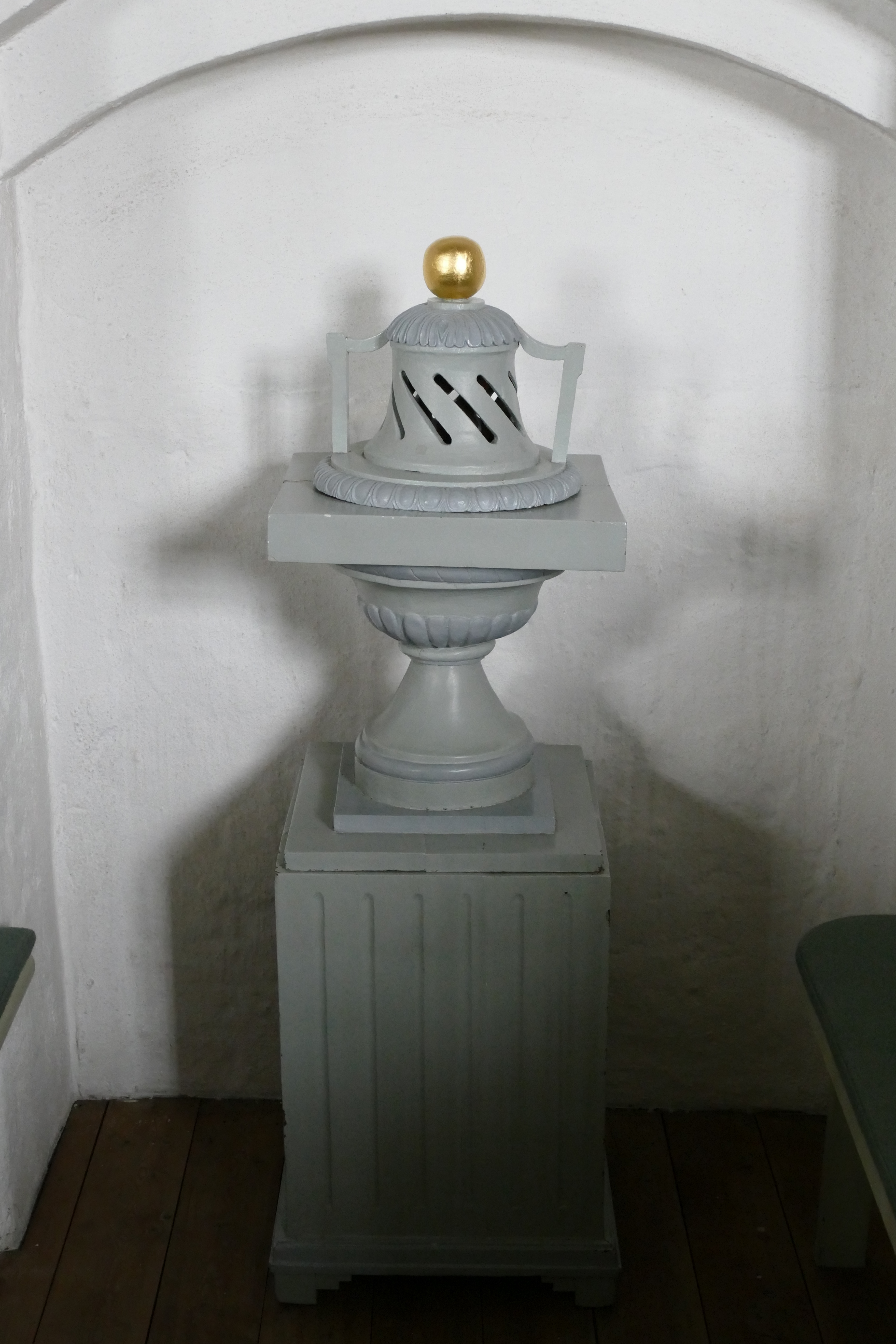
Die hölzerne Tauffünte im Empire-Stil, benutzt von 1859 bis 1995
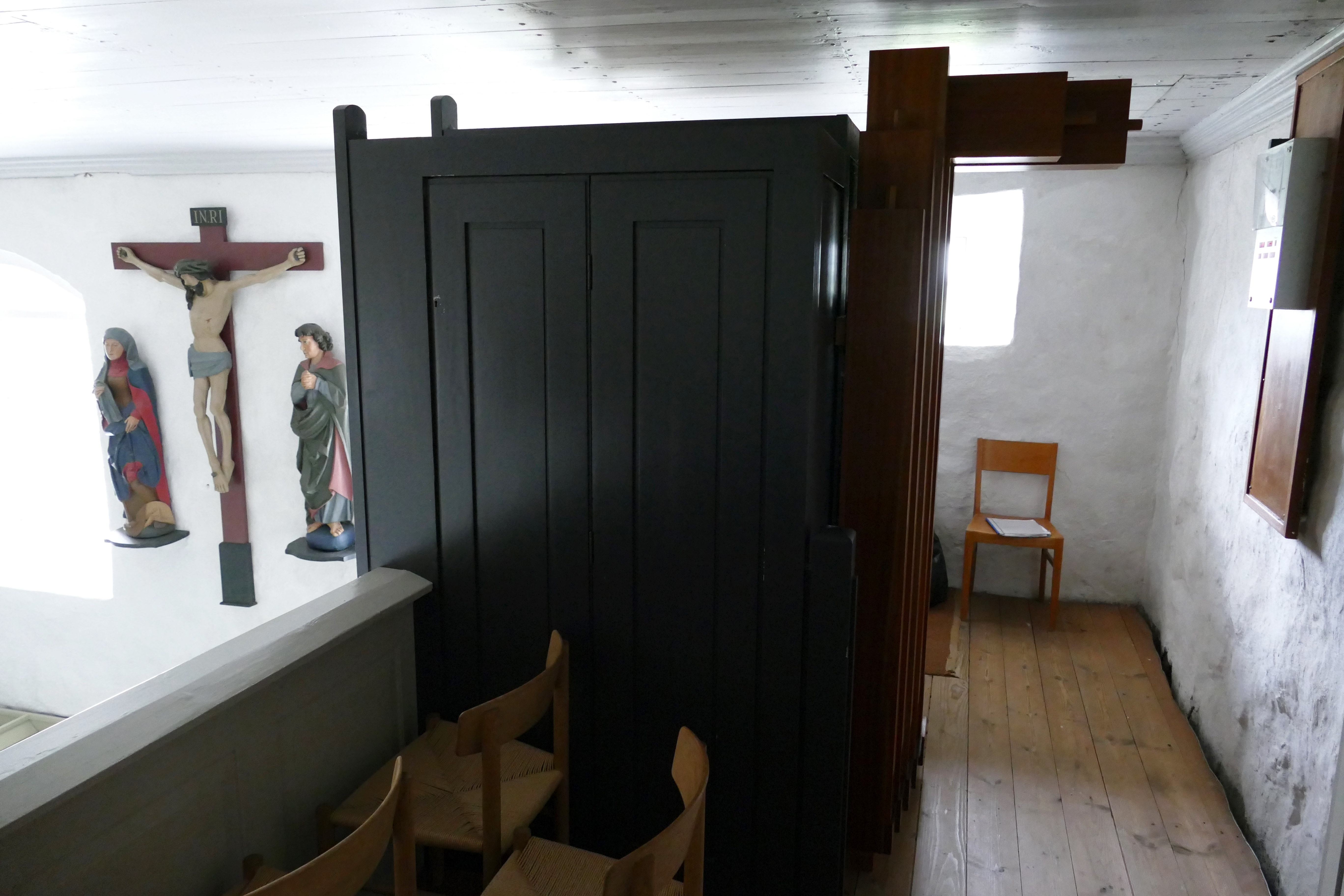
Chorbogenkruzifix von ca. 1525 (links) und Orgelgehäuse mit gekröpften Subbass-Pfeifen (rechts)
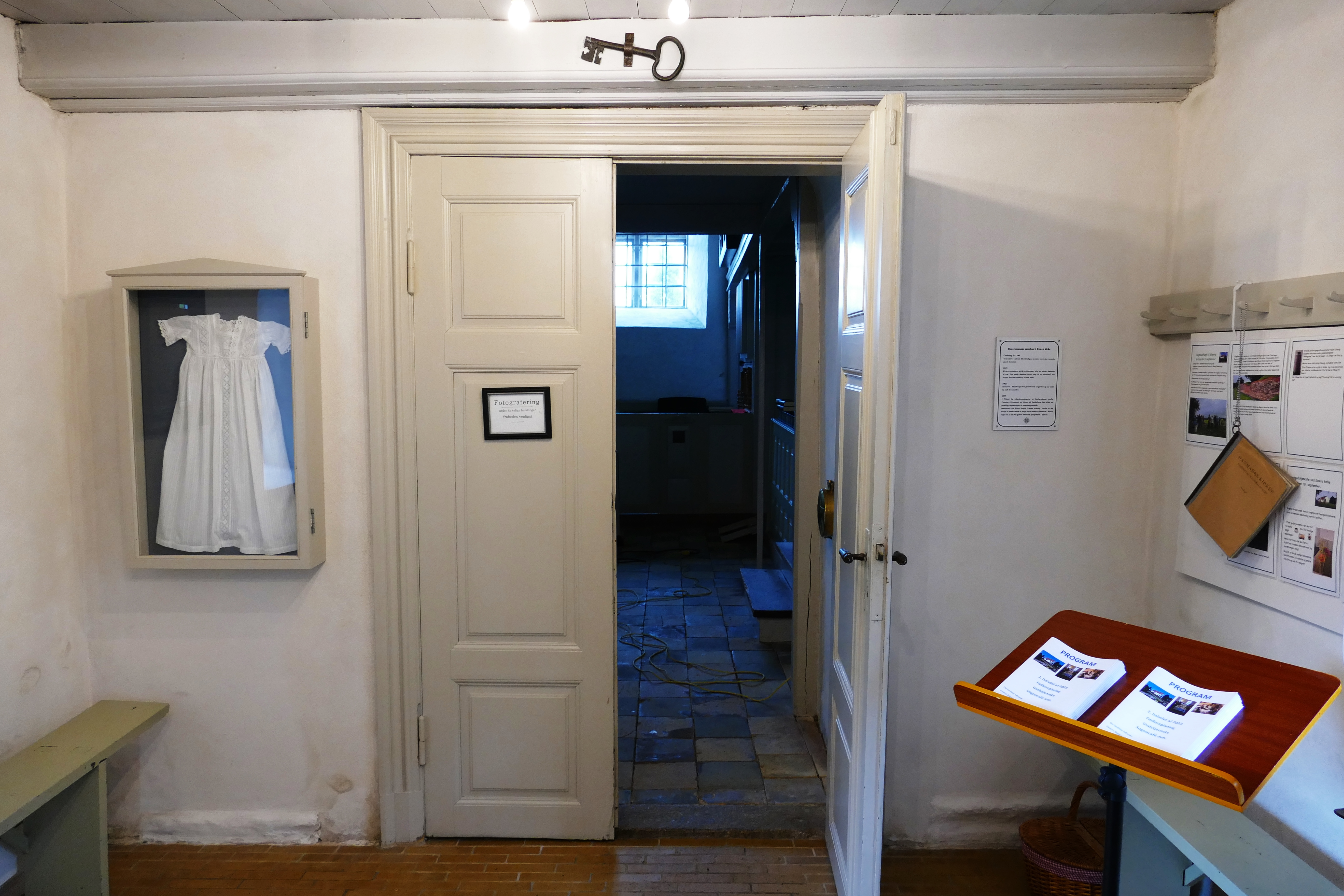
Taufkleid zur Ausleihe an arme Familien und alter Kirchenschlüssel im Waffenhaus

## Orgel

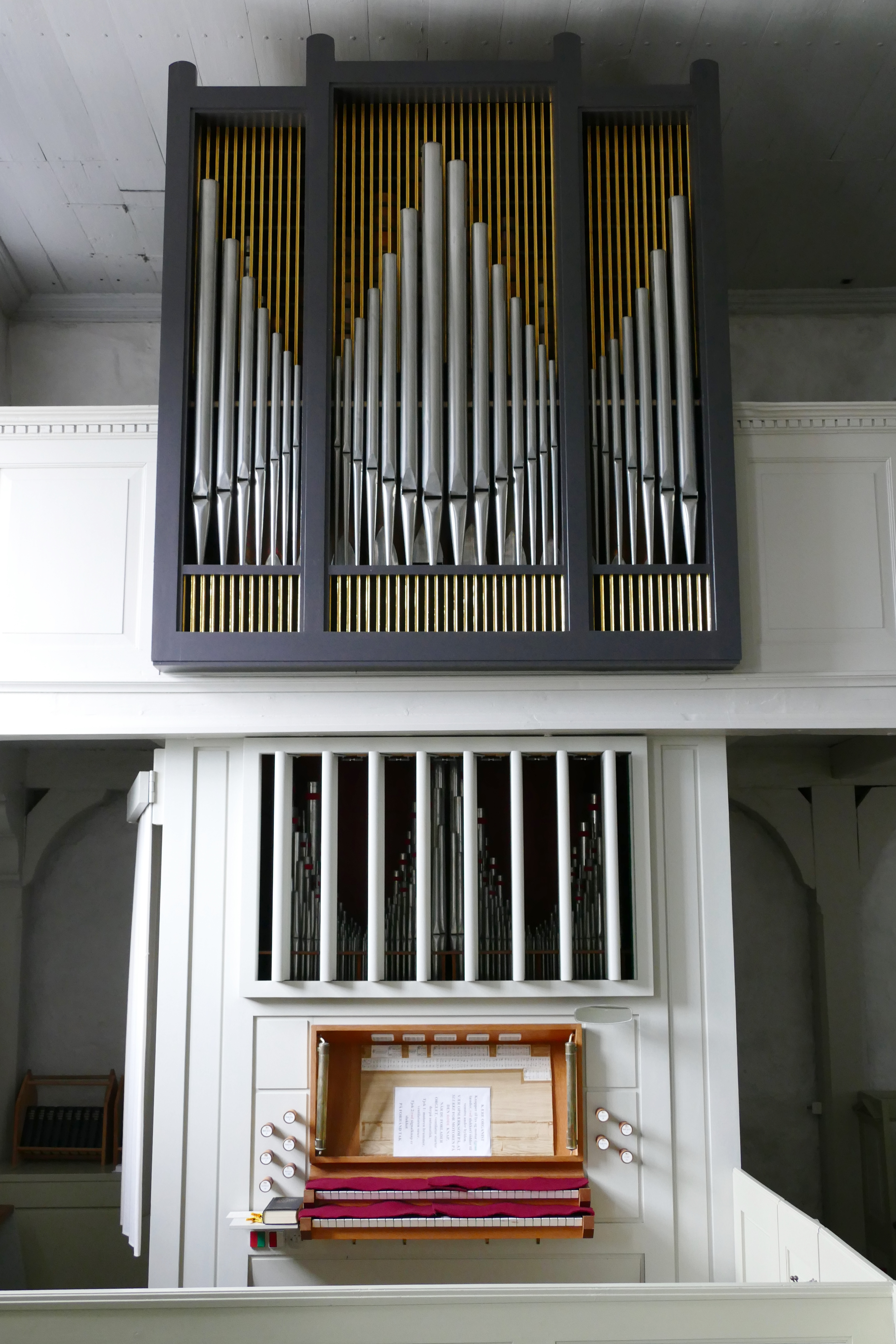
Die Bruhn-Orgel von 1965

Die Kirche bekam ca. 1750 eine einfache Orgel mit ausgesägten Seitenflügeln. 1866 wurde ein Harmonium angeschafft, da die Orgel vermutlich nicht mehr in gutem Zustand war. Das Harmonium wurde seinerseits 1886 und 1890 als schlecht bezeichnet. Am 21. Dezember 1891 lieferte das Orgelbauunternehmen Marcussen & Sohn aus Apenrade eine einmanualige Orgel mit sechs Registern, die im alten Prospekt untergebracht wurde. Dieselbe Firma, inzwischen geleitet von L. Zachariassen, ergänzte die Orgel 1911 um zweites Manual mit drei Registern, so dass nun insgesamt neun Stimmen vorhanden waren. 1965 kam ein Orgelneubau der Brødrene Bruhn in die Kirche. Die äußere Gestalt der Orgel wurde von dem Sakralarchitekten Rolf Graae entworfen. Er konzipierte ein zweigeschossiges Gehäuse, bei dem Spieltisch und Schwellwerk ebenerdig und Hauptwerk, Pfeifenprospekt und Pedal auf Emporenhöhe stehen. Die Disposition lautet:
| I Hovedværk C–g3 |            |    |
| 1.               | Principal  | 8′ |
| 2.               | Rørfløjte  | 8′ |
| 3.               | Principal  | 4′ |
| 4.               | Blokfløjte | 2′ |
| 5.               | Mixtur II  |    |

| II Svelleværk C–g3 |           |       |
| 6.                 | Gedakt    | 8′    |
| 7.                 | Rørfløjte | 4′    |
| 8.                 | Principal | 2′    |
| 9.                 | Kvint     | 1 ⁄3′ |

| Pedal C–f1 |        |     |
| 10.        | Subbas | 16′ |

- Koppeln: II/I, I/P, II/P
- Traktur: Schleifladen, vollmechanisch

## Glocken
Im Glockenhaus befinden sich drei Glocken. Die beiden jüngeren wurden 1971 angeschafft; historisch bedeutsam ist die älteste, noch mittelalterliche Glocke. Aus ihrer Inschrift geht hervor, dass sie 1472 für die Kirche von Kliplev gegossen wurde. Diese Glocke zeigt eine Abbildung des damals in Kliplev verehrten Gnadenbildes, eines S. Hjælper, Sankt Hulpe oder Salvator genannten hölzernen Nothelfer-Kruzifixes. Die Relief-Darstellung des Sankt Hjælper auf der Glocke ist nur 6 cm hoch und vermutlich ein Abguss einer der Pilgermarken, die damals in Kliplev verkauft wurden. Die Figur ist Teil einer zweizeiligen, niederdeutschen Inschrift in Fraktur-Buchstaben am Hals der Glocke, die folgendermaßen lautet: na der bort xpi m cccc lxxii iar do ghot bertolt meier mit der hvlpe gades to klipleve desse seier („Nach der Geburt Christi im Jahre 1472, da goss Bertolt Meier mit der Hilfe Gottes zu Kliplev diese Uhrglocke“).

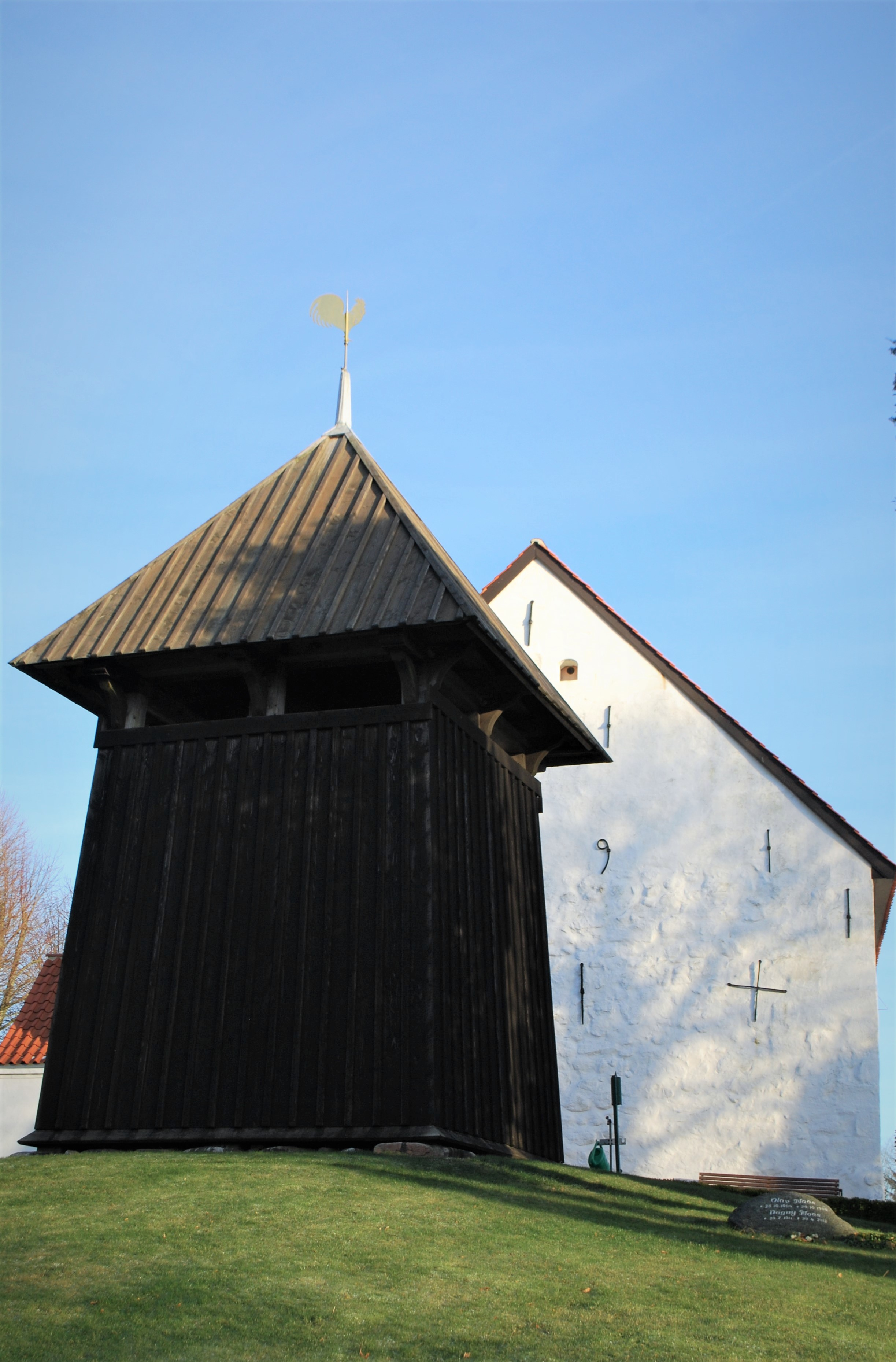
Glockenstuhl von 1815
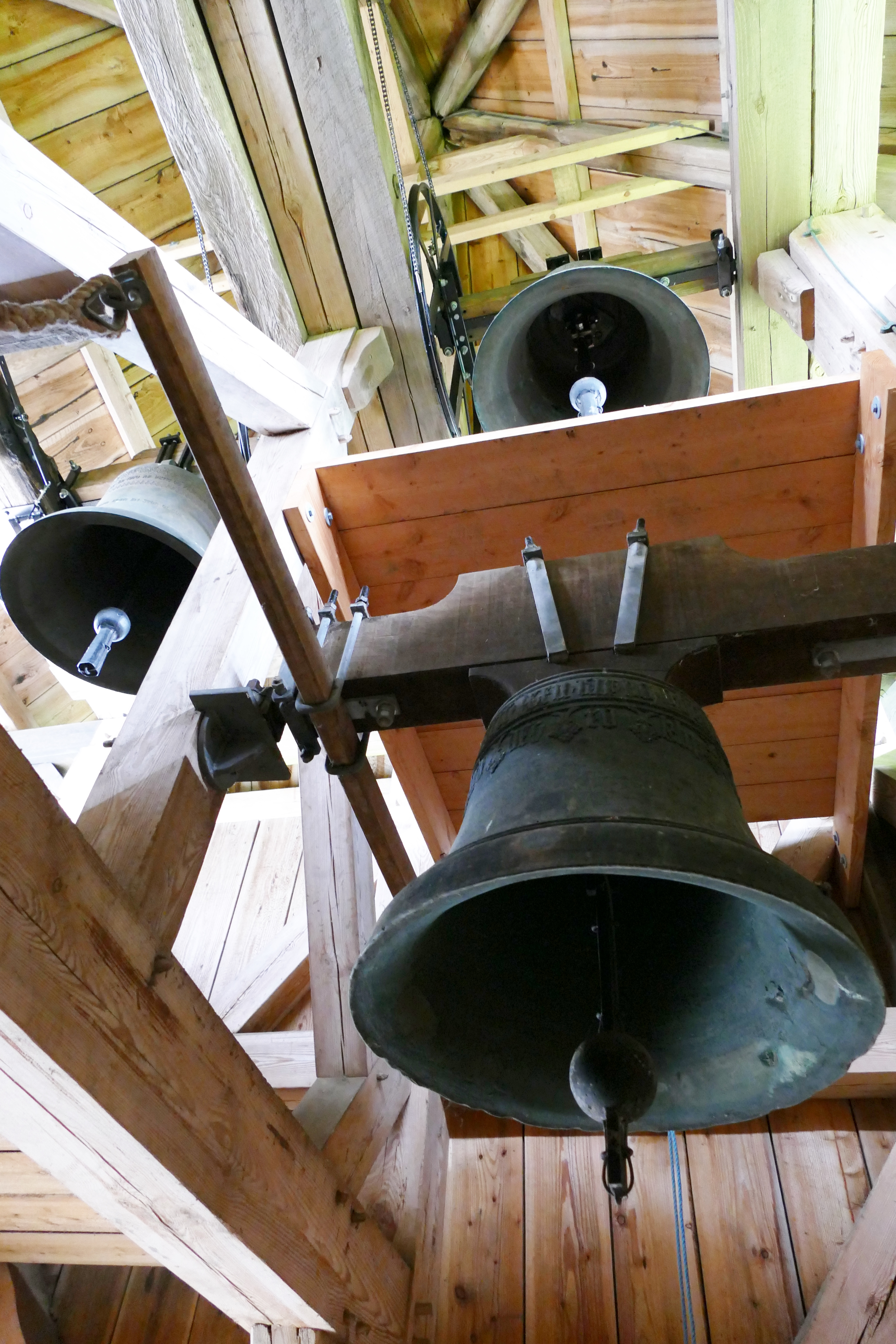
Die drei Glocken von 1472 und 1971
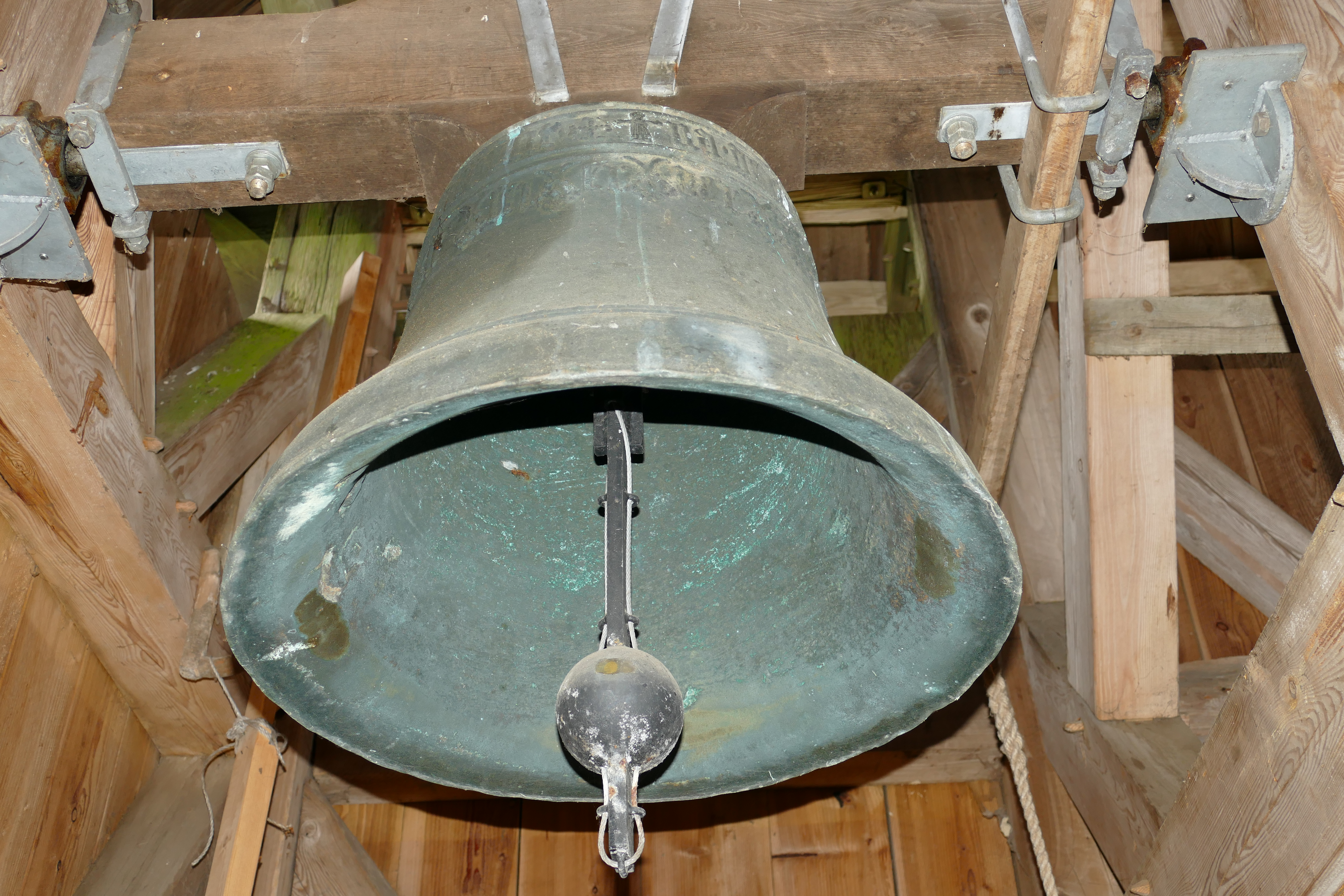
Die Glocke von 1472
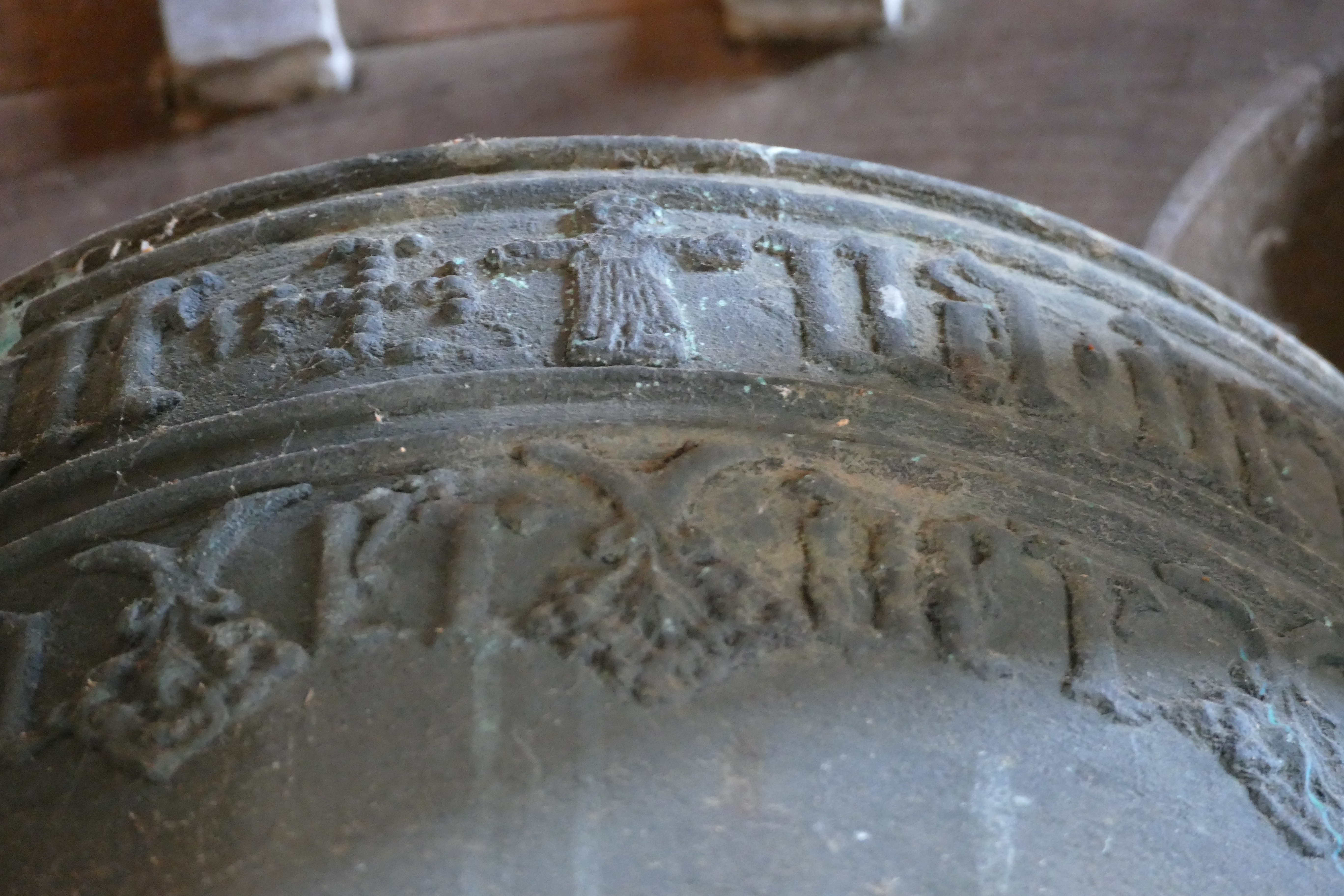
Relieffigur des Sankt Hulpe auf der Glocke von 1472 (oben mittig)

## Pastoren- und Gemeindegeschichte

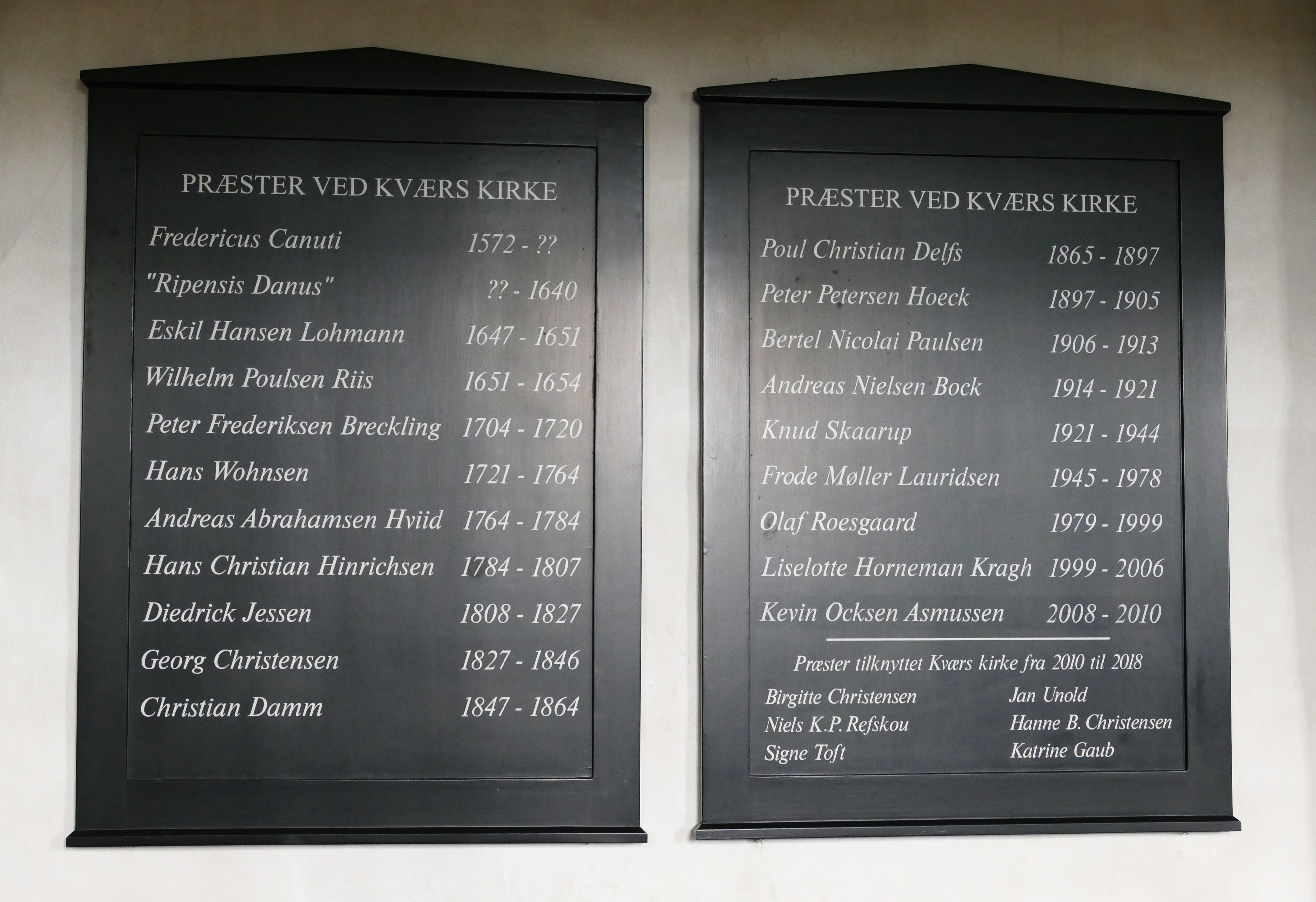
Die Pastorentafel in der Kirche

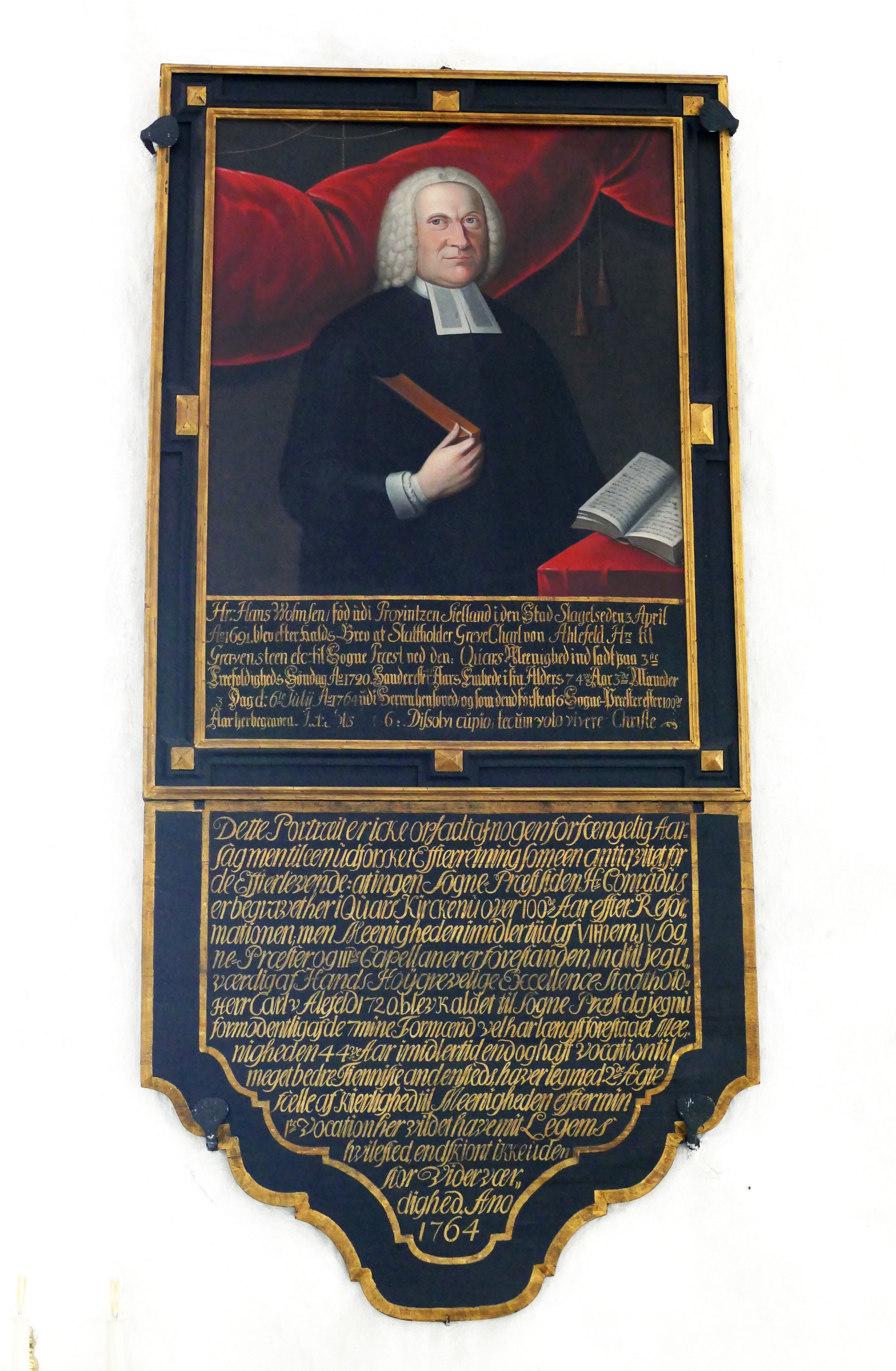
Epitaph für Pastor Hans Wohnsen

Aus dem 16. Jahrhundert ist nur der Name des Pfarrers Fredericus Canuti (latinisiert aus Frederik Knudsen) bekannt, der sich 1572 zum Theologiestudium in Rostock immatrikulierte und nachfolgend in Kværs amtierte. Danach ist erst in einem Visitationsbericht von 1639 wieder von einem Pfarrer die Rede, der ohne Namensnennung lediglich als Danus Ripensis (lateinisch für: „ein Däne aus Ribe“) bezeichnet wird. Ihm wurde vorgeworfen, dass er ortsfremde Leute aus Tondern getraut hatte, ohne zuvor zu untersuchen, ob sie überhaupt die Voraussetzungen für eine Eheschließung erfüllten, so dass er 1640 wieder abberufen wurde. Von 1654 bis 1704 war Kværs ein Annex der Kliplev Kirke und wurde von deren Geistlichen mitbetreut. 1704 wurde Kværs mit dem bisherigen Kliplever Diakon als Pastor wieder selbständige Pfarrkirche.
Bedeutendster Pfarrer des 18. Jahrhunderts war Hans Wohnsen aus Slagelse (Amtszeit 1720–1764). Er blieb in der Gemeinde noch lange als strenger und diensteifriger Pastor im Gedächtnis, der z. B. manchen Gemeindemitgliedern einen großen Schrecken einjagte, wenn er plötzlich auftauchte und sie beim Kartenspiel überraschte, das er aus christlichen Gründen ablehnte. In der Kirche hängt heute noch sein lebensgroßes Epitaph, dessen dänischen Text er selbst verfasste. Darin heißt es, dass er, wiewohl „unwürdig“ (ein Bescheidenheitstopos), 1720 von Carl von Ahlefeldt (dem Herrn von Søgård, zu dessen Grundbesitz Kværs gehörte) berufen wurde und dann „aus Liebe zur Gemeinde“ geblieben sei, obwohl er danach noch Rufe auf „viel bessere“ (offenbar gemeint: besser bezahlte) Pfarrstellen an anderen Orten erhalten habe. Als erster hier seit über 100 Jahren begrabener Pfarrer habe er die Kirche von Kværs zur Ruhestätte seines Leichnams ausersehen, „wenn auch nicht ohne großen Widerwillen“ (dän. endskiønt ikke uden stor Viderværdighed; diese Bemerkung ist schwerlich als Kritik, sondern wiederum als Bescheidenheitstopos zu verstehen, da eine Beisetzung in der Kirche als große Ehre galt).
Im 19. Jahrhundert wuchsen Wohlstand und Bildung in Kværs; Zeitungen und Bücher wurden jetzt gelesen, sonntags auch die Bibel oder eine Hauspostille. Pastor Georg Christensen (Amtszeit 1827–1846) fühlte sich oft beschämt von dem freimütigen Glauben, den er bei Hausbesuchen antraf. Sein Nachfolger Christian Damm (Amtszeit 1847–1864), aus Kværs gebürtig, war von Claus Harms inspiriert, galt als tüchtiger Prediger und verfasste umfangreiche Aufzeichnungen über die Verhältnisse in der Gemeinde. In der deutschen Zeit Nordschleswigs (1864/71–1920) berichteten die Pastoren über die örtlichen Zustände folgendes: Der Kirchenbesuch sei „recht gut“ und die Einwohner führten ein „stilles, fleißiges Leben“ ohne viele „weltliche Vergnügungen“, nur träten bei den Hochzeiten meist „gefallene Bräute“ vor den Altar, worin die Gemeindemitglieder aber „fast allgemein“ nichts Entehrendes sähen. 1880 wurde Pastor Poul Delfs (Amtszeit 1865–1897) ein Verweis erteilt, da er sich „wiederholt und zwar außerhalb seines Hauses berauscht“ habe, woraufhin dieser Totalabstinenz gelobte. Der letzte deutsche Pfarrer Andreas Bock (1914–1921) war recht aktiv, fand aber nicht den gewünschten Anklang und bezeichnete die örtliche Landbevölkerung als „dickflüssige Masse“. Im Ersten Weltkrieg waren etwa 200 von den 1000 Einwohnern von Kværs zum Militär eingezogen. Dadurch gab es einen großen Mangel an Arbeitskräften, es wurde auch sonntags gearbeitet und der Kirchenbesuch litt. 37 Söhne der Gemeinde ließen im Ersten Weltkrieg ihr Leben; westlich der Kirche wird ihrer auf einem beidseitig beschrifteten Gedenkstein von 1920 gedacht.
Erster dänischer Pastor nach der Rückkehr Nordschleswigs zu Dänemark war Knud Skaarup (Amtszeit 1921–1944), ein Grundtvigianer, doch bildete sich nun auch eine deutsche Gemeinde mit etwa 50 Mitgliedern. Am 9. April 1940, beim deutschen Überfall auf Dänemark, kam es vor dem Pastorenhof von Kværs zu einer Schießerei zwischen deutschen und dänischen Soldaten, die mit der vorübergehenden Gefangennahme der Dänen endete. Als Pastor Skaarup in der Silvesternacht 1944 65-jährig verstarb, beschlagnahmte die Wehrmacht den Pastorenhof von Kværs und funktionierte ihn bis Mai 1945 zu einem Durchgangslager für heimkehrende deutsche Soldaten um. Nach dem Zweiten Weltkrieg charakterisierte Pastor Frode Lauridsen (Amtszeit 1945–1978) die Gemeinde folgendermaßen: „Still, etwas gleichgültig, eine ausgeprägte Grenzgemeinde mit nationalen und politischen Brüchen“; weiter trug nun die Abwanderung aus der Landwirtschaft zu einer gewissen Stagnation bei. 
Der ehemalige Küsterhof (dänisch: Degnegaard) von Kværs, der sich unmittelbar westlich der Kirche befand, wurde 1976 abgebaut und ins Schleswig-Holsteinische Freilichtmuseum Molfsee transferiert. Dort wurde der um 1770–1775 errichtete Dreiseithof, der auch zwei Schulstuben enthält, 1982 wieder aufgebaut. In Kværs wird sein Grundriss heute durch Endmoränen-Findlinge, die im Ortsgebiet entdeckt wurden, markiert.

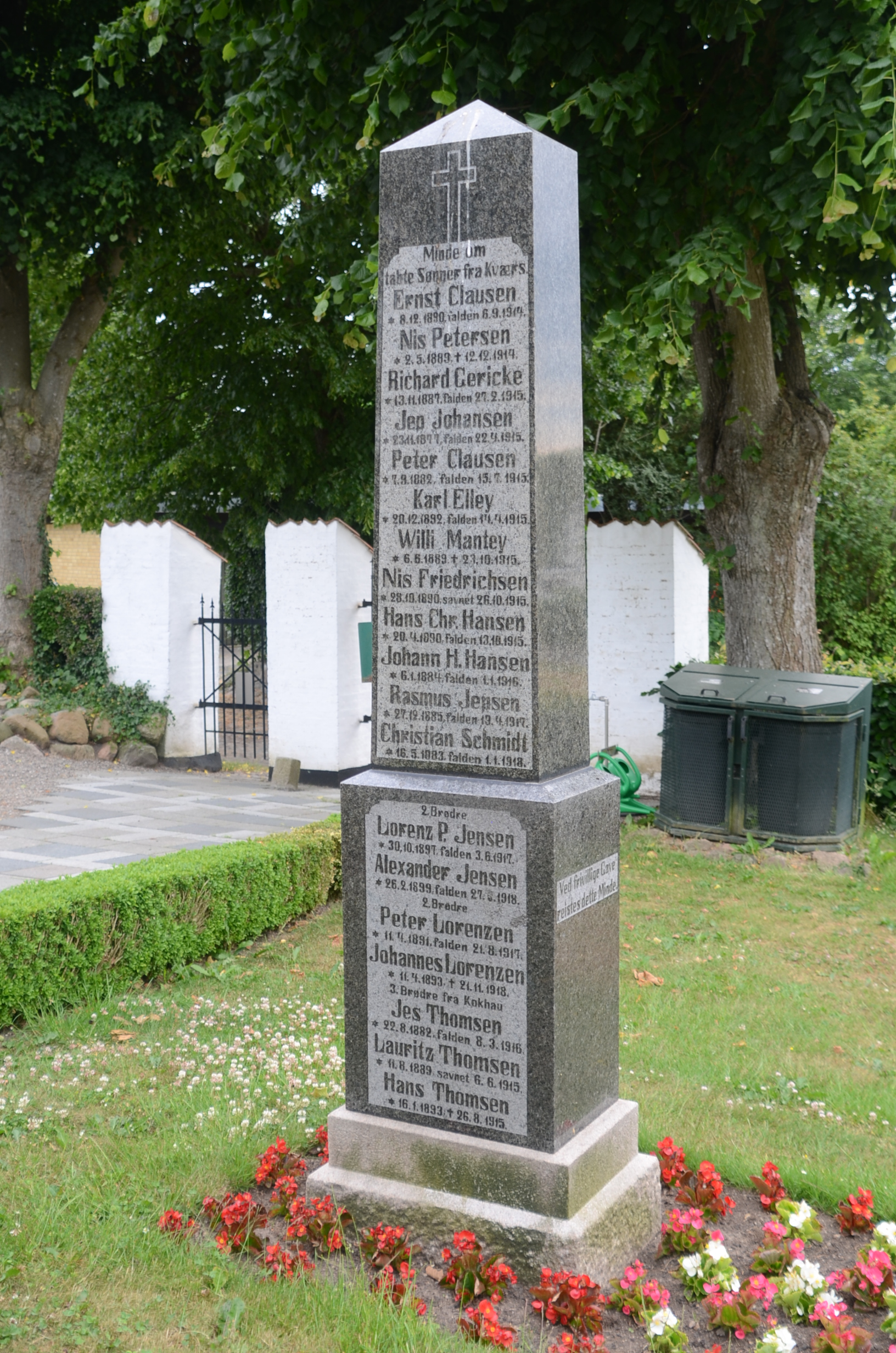
Gefallenendenkmal auf dem Friedhof (Vorderseite)
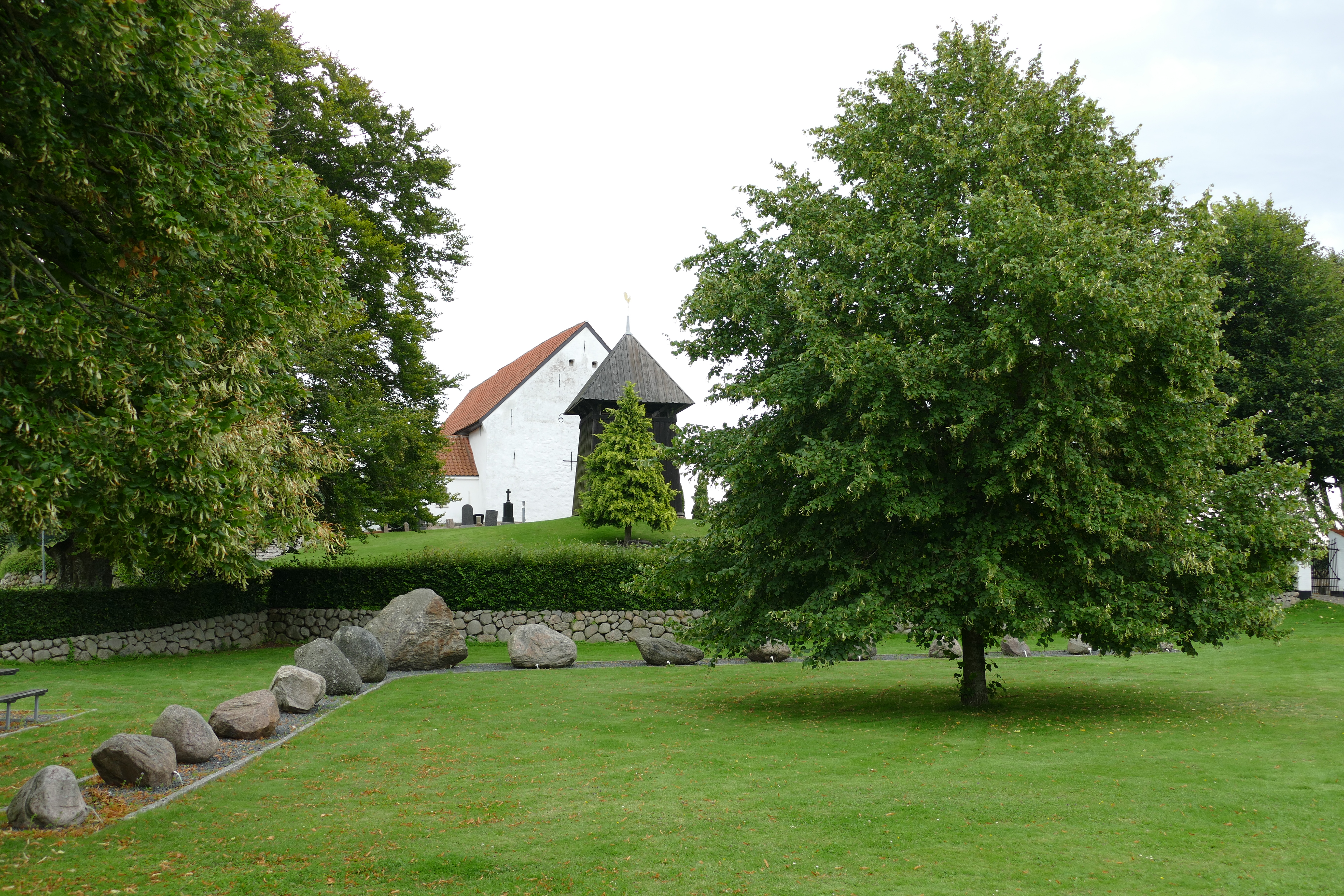
Der Küsterhofplatz in Kværs mit der Kirche im Hintergrund
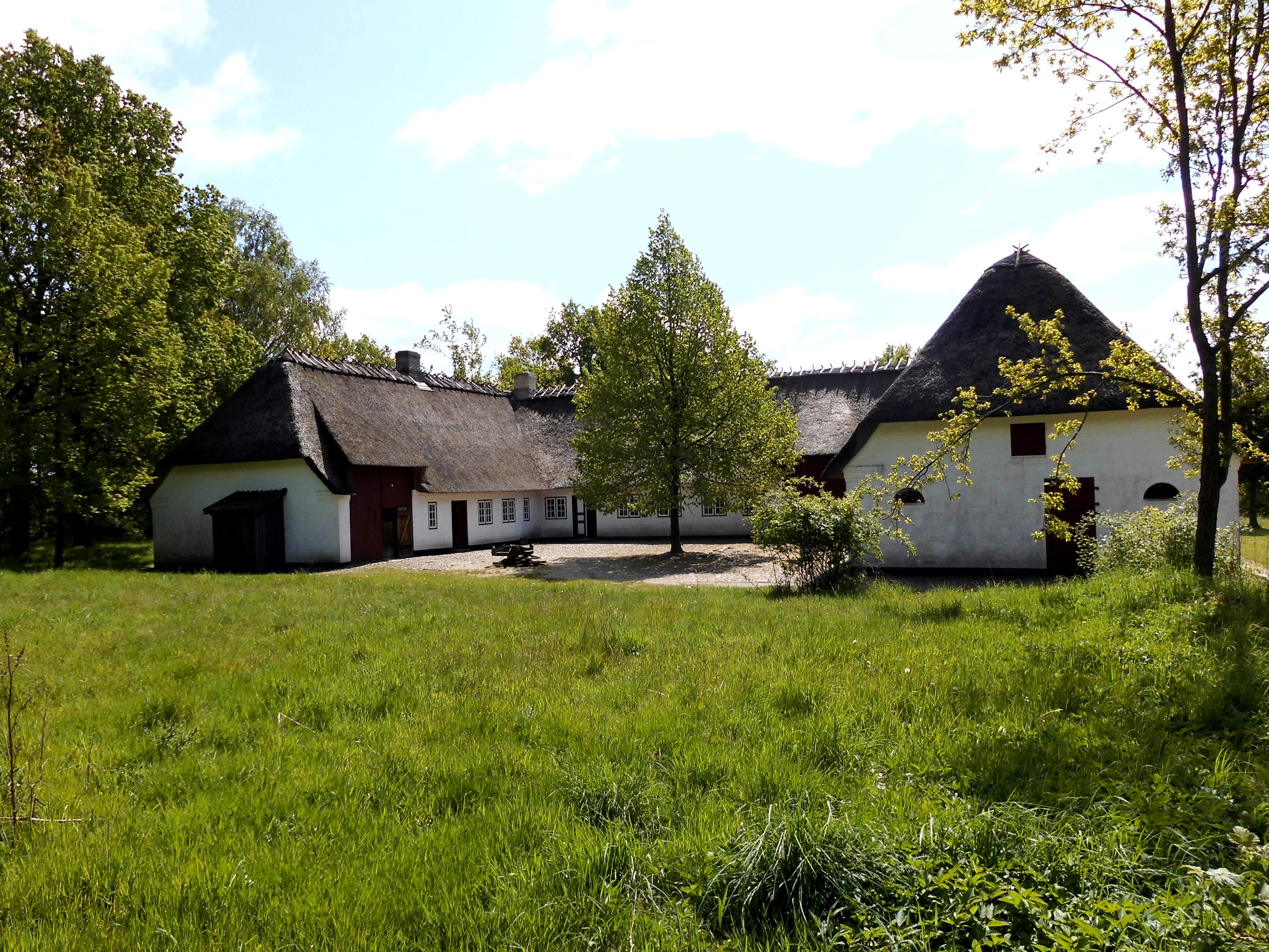
Der Küsterhof aus Kværs im Freilichtmuseum Molfsee
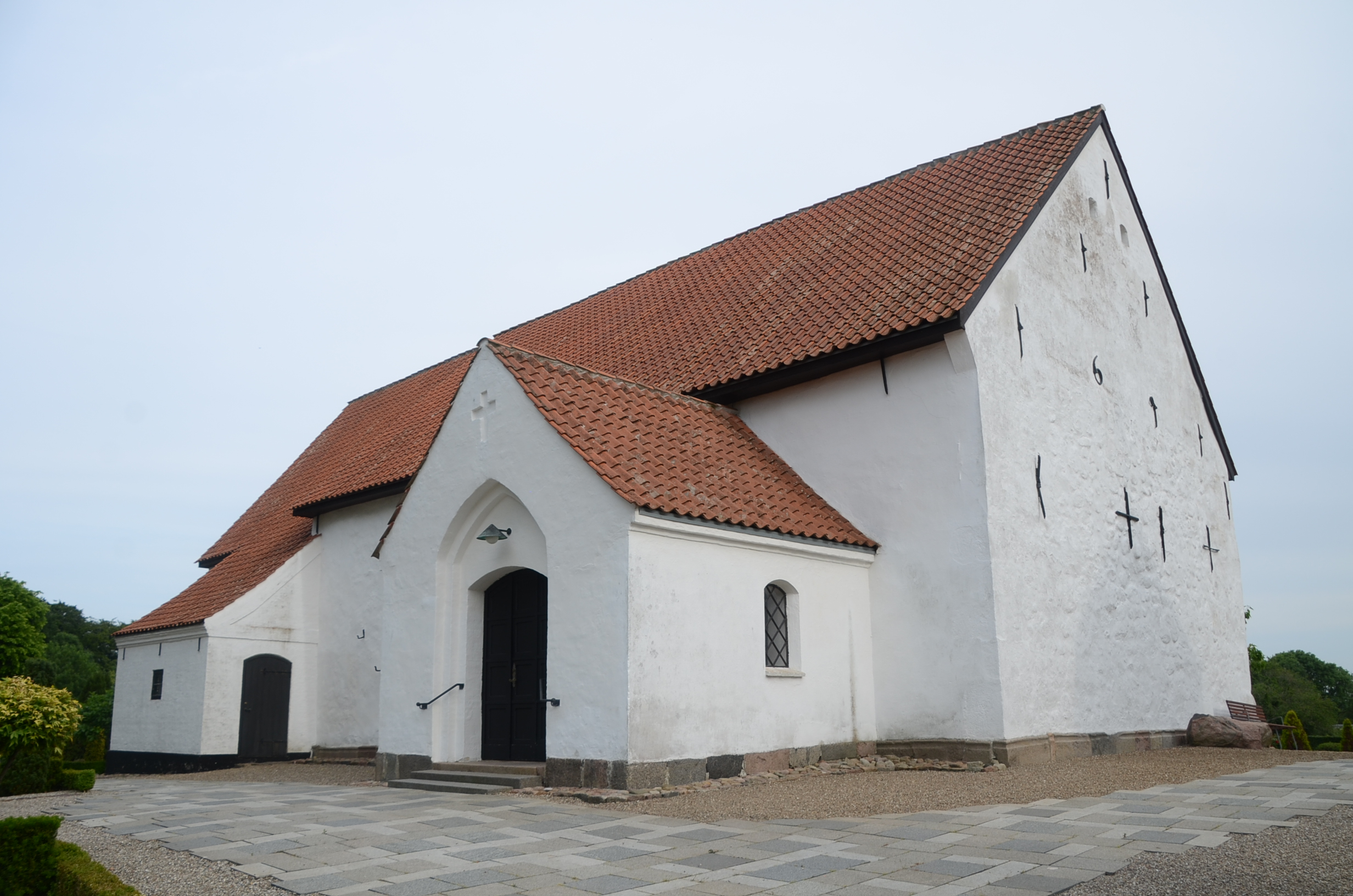
Kværs Kirke von Nordwesten